# Chryzotyl

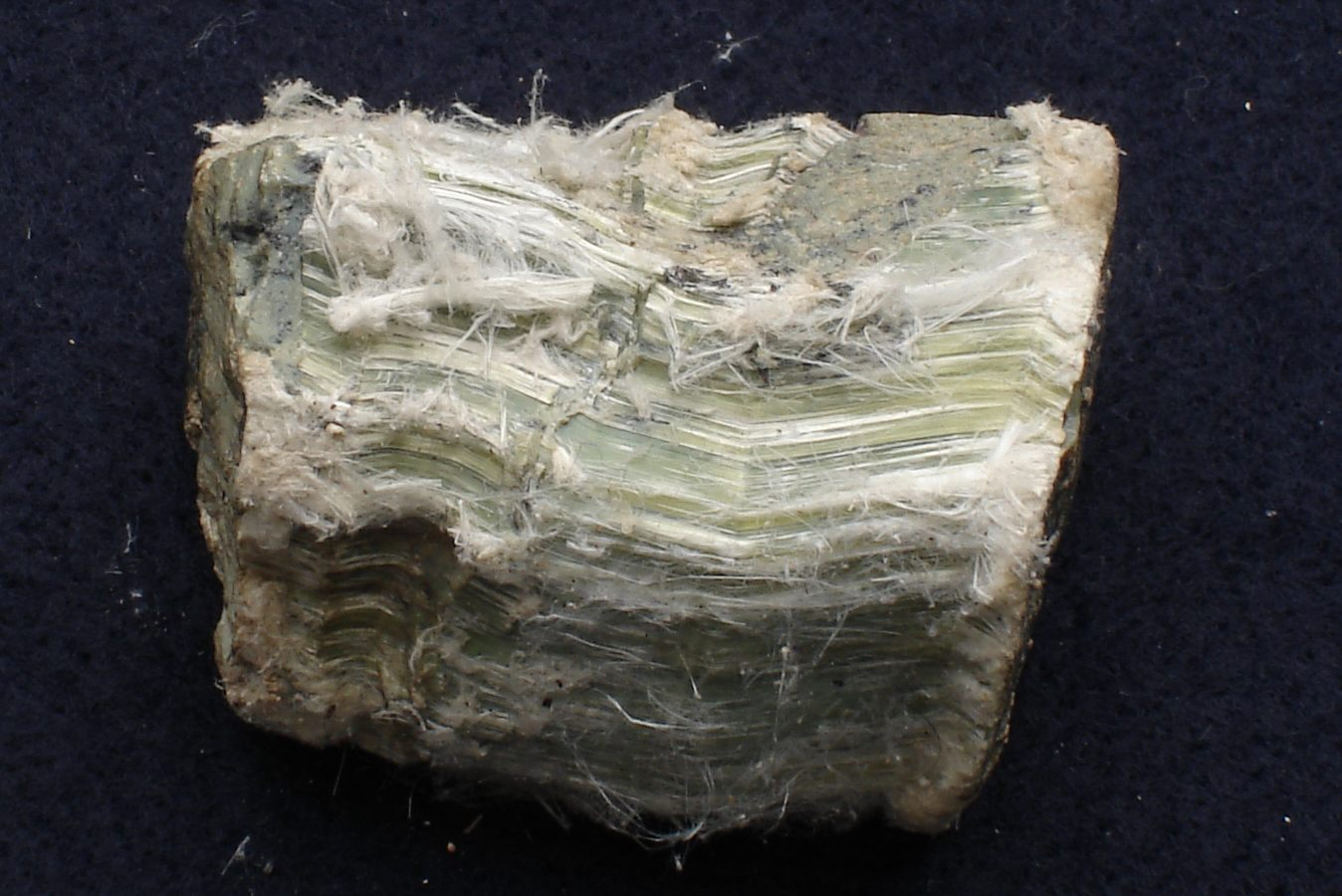

Chryzotyl (azbest serpentynowy, azbest biały) – minerał z grupy krzemianów, zaliczany do grupy serpentynów (włóknistych). Pospolity i szeroko rozpowszechniony. Pod względem chemicznym jest to uwodniony krzemian magnezu. Zawiera ok. 40% krzemionki, tlenek magnezu i domieszki żelaza, glinu i innych metali.
Nazwa pochodzi od gr. khrysos = złoto oraz tillai = strzępki, kłaczki; tilos = włókno, nić. Nawiązuje do barwy i sposobu wykształcenia minerału.

## Charakterystyka

### Właściwości
Kryształ giętki, sprężysty, przeświecający, nieprzezroczysty. Czasami wykazuje podzielność na długie, cienkie, włókna.

### Występowanie
Powstaje w wyniku hydrotermalnych przeobrażeń (w temperaturze poniżej 350 °C) skał magmowych: dunitów, perydotytów.
Jest głównym składnikiem serpentynitów. Najczęściej tworzy się wskutek przeobrażenia oliwinów, piroksenów, amfiboli, niekiedy: biotytu, chlorytu.
Stanowi 93% azbestu wytwarzanego i stosowanego w przemyśle.
Miejsca występowania:
- Na świecie: Kanada – Quebec, USA – Kalifornia, Vermont, Arizona, Rosja – Ural, Zimbabwe, RPA – Transval, Wielka Brytania – Kornwalia, Austria, Słowacja, Czechy.

- W Polsce: na Dolnym Śląsku – okolice Ślęży k. Sobótki, Góry Złote – Złoty Stok, Góry Sowie.

### Zastosowanie
Do niedawna był stosowany jako:
- dodatek do pokryć dachowych (eternit)
- tworzyw typu PVC
- materiał izolacyjny, izolator termiczny i elektryczny
- w przemyśle papierniczym
- jako ogniotrwały surowiec tkacki

Po odkryciu, że może być przyczyną chorób nowotworowych i pylicy płuc jego zastosowanie uległo ograniczeniu.